# 바이허구

바이허 구의 위치

바이허구(한국어: 백하구, 중국어: 白河區, 병음: Báihé Qū)는 중화민국 타이난시의 시할구이다. 넓이는 126.4046km2이고, 인구는 2015년 8월 기준으로 29,399명이다.

## 지리
바이허 진은 타이난시의 북동단에 위치하고 북쪽은 바장시(八掌渓)를 사이에 두고 자이 현 수이상 향, 중푸 향과 서쪽은 허우비 향과 동쪽은 자이 현 다푸 향과 남쪽은 둥산 구와 각각 접하고 있다.
자난 평원의 동남단에 위치해, 열대 몬순 기후에 속하고 있다. 최근에는 연꽃 밭의 경작 면적이 증가해 연근과 그 가공품이 특산품이 되어 있다. 여름의 연꽃이 피는 시기에는 연화절이 개최되어 타오위안시 관인 향과 함께 연꽃의 명소로서 '남 바이허, 북 관인(南白河、北観音)'으로 불리고 있다.

## 교통
- 국도 3호선